# Egyházi Gábor
Egyházi Gábor (Budapest, 1972. december 6. –) magyar basszusgitáros.

## Pályafutása
Az 1999 októberében megalakult Sugarloaf nevű zenekarban ő lett a basszusgitáros. Az együttes a Record Express kiadóval szerződést kötött, az első lemezük 2000-ben jelent meg. 2007-ben Egyházi kilépett a zenekarból.
2009-től 2011-ig a Keresztes Ildikó Band tagja, 2010-ben Keresztes Ildikó Csak játszom című lemezén is basszusgitározott két dalban. 2012-ben meghívták mint basszusgitárost az újraalapított Action zenekarba.

## Diszkográfia

### Sugarloaf
- 2000: Manga!
- 2001: Re-Manga!
- 2003: Nő a baj!
- 2004: Vadvirág
- 2005: Túlélni téged
- 2006: Neon

### Ismerős Arcok
- 2003: Egy a hazánk

### Keresztes Ildikó
- 2010: Csak játszom

### Action
- 2015: Hannibal
- 2018: Ébredő erő